# Récolte

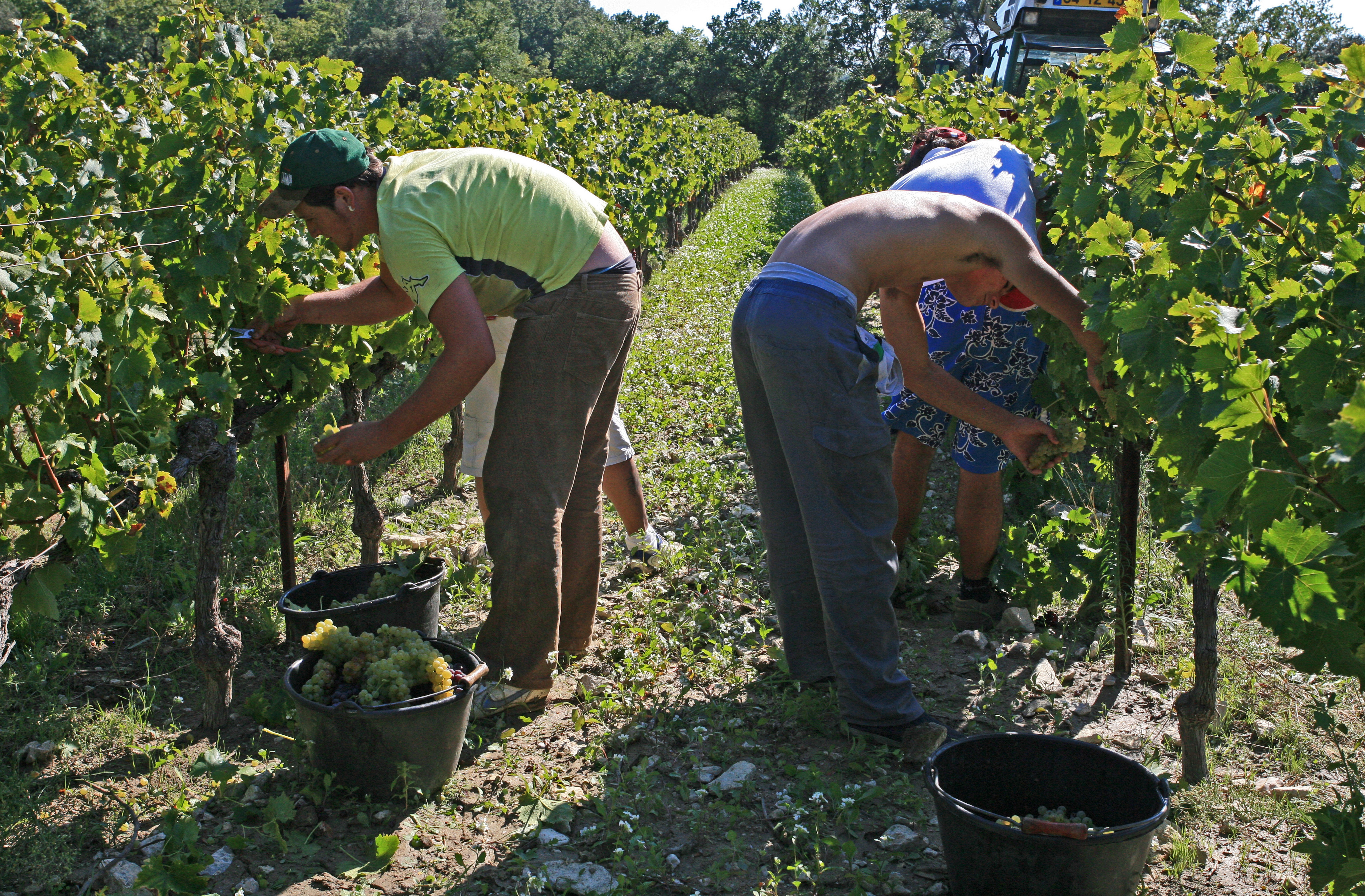
Vendangeurs à Beaumes-de-Venise dans le Vaucluse, France.

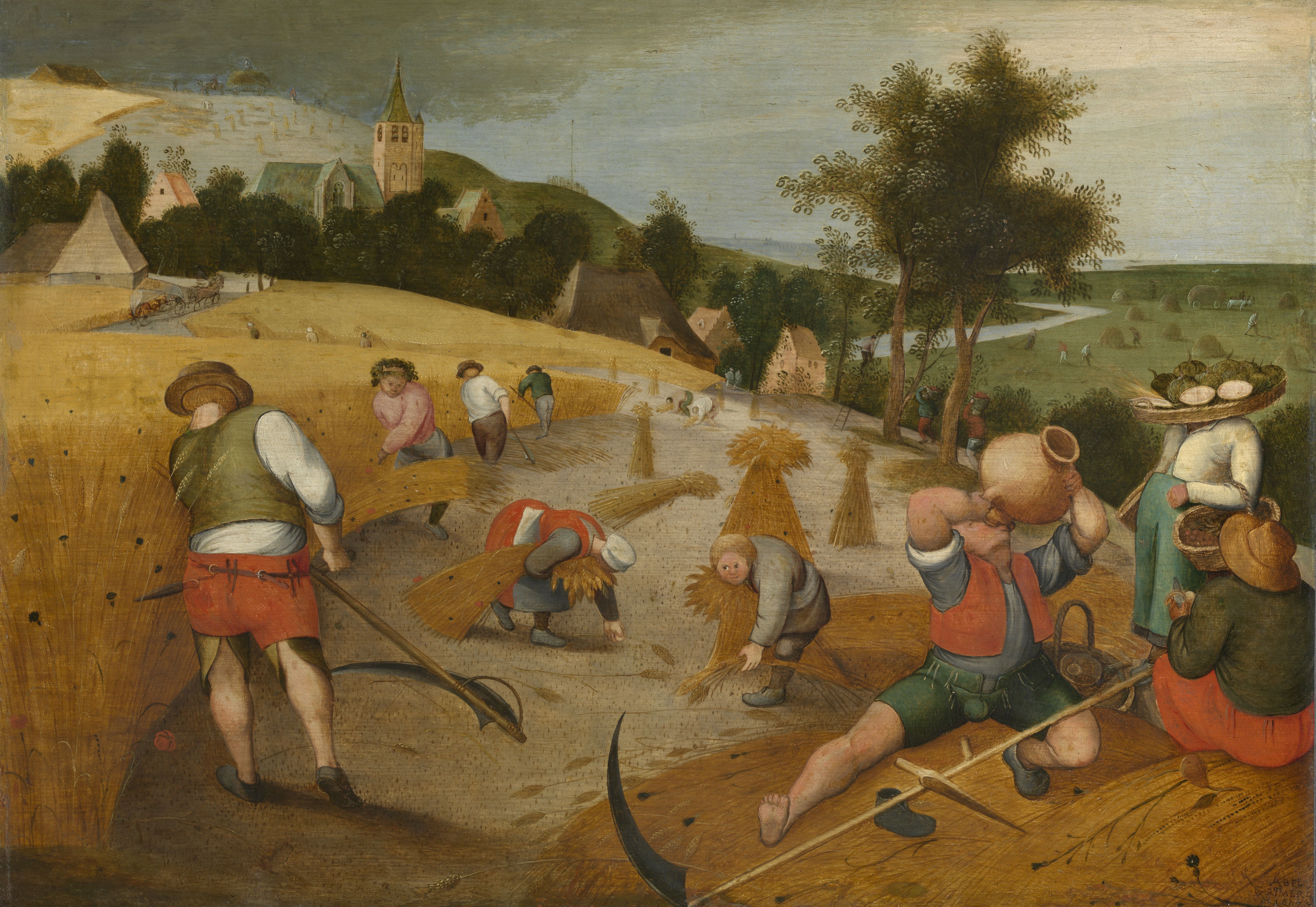
Moisson à l'ancienne, Abel Grimmer, 1607, Koninklijk Museum voor Schone Kunsten, Anvers.

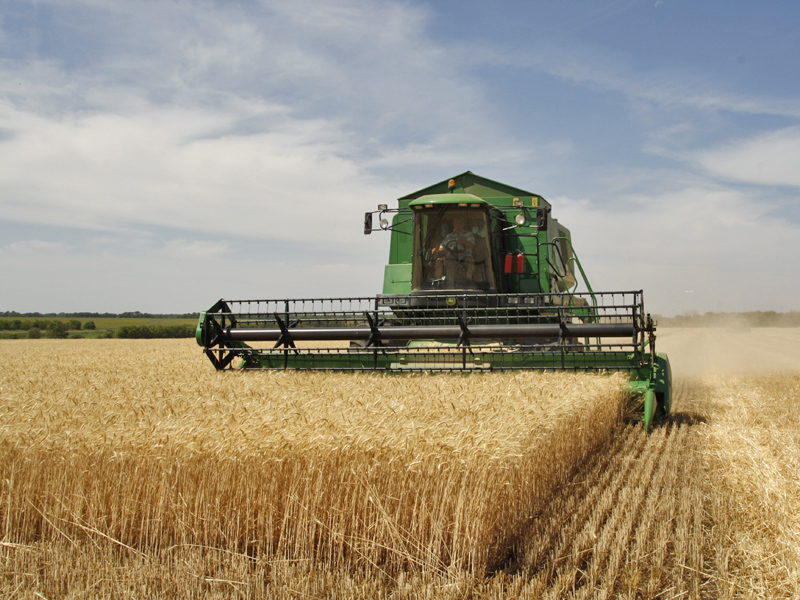
Agriculture industrielle dans l'oblast de Volgograd, Russie.

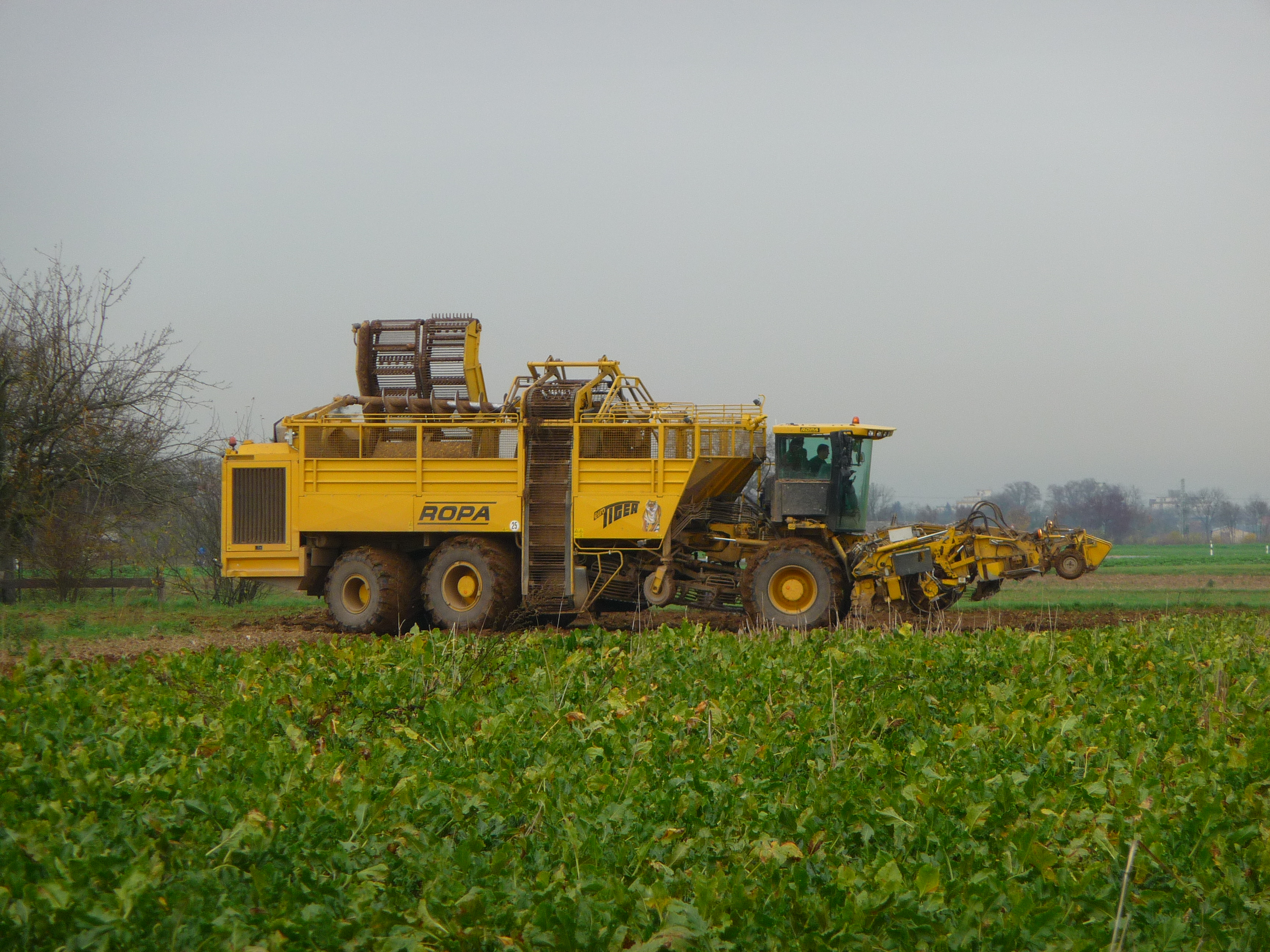
Betteraves sucrières, Bade-Wurtemberg, Allemagne.

La récolte désigne l'ensemble des travaux agricoles permettant de collecter les parties utiles des plantes : fruits, fleurs, graines, tiges et fibres, feuilles, racines, bulbes, latex, résine, écorce. On procède selon des méthodes très diverses, manuelles ou mécanisées, par cueillette, fauchage, arrachage, etc. avant de transporter la récolte vers le lieu de stockage avant consommation ou transformation.
Le terme s'emploie aussi pour les algues, les champignons ainsi que parfois en microbiologie, aussi bien en recherche qu'en production industrielle, pour le miel, certains coquillages « cultivés » comme les vénéridés, les perles de culture et le sel des marais-salants.
La récolte concerne des produits destinés à l'alimentation, à l'artisanat et aux industries.
Le terme désigne aussi les produits récoltés, avant ou après l'opération proprement dite.

## Étymologie
Avant le XVIe siècle, la récolte fut le terme pour désigner l'automne. La lune des moissons est une expression utilisée depuis 1706 et indique l'équinoxe d'automne quinze jours plus tard (le 21 septembre). Mais depuis que la majorité des personnes est venue s'installer en ville, la récolte a repris son sens premier.

## Opérations de récolte
Elles sont longtemps restées manuelles et nécessitaient le plus souvent une main d'œuvre abondante et saisonnière, qui poussait à développer une nécessaire solidarité dans les campagnes pour mobiliser tous les bras disponibles au niveau d'une communauté.

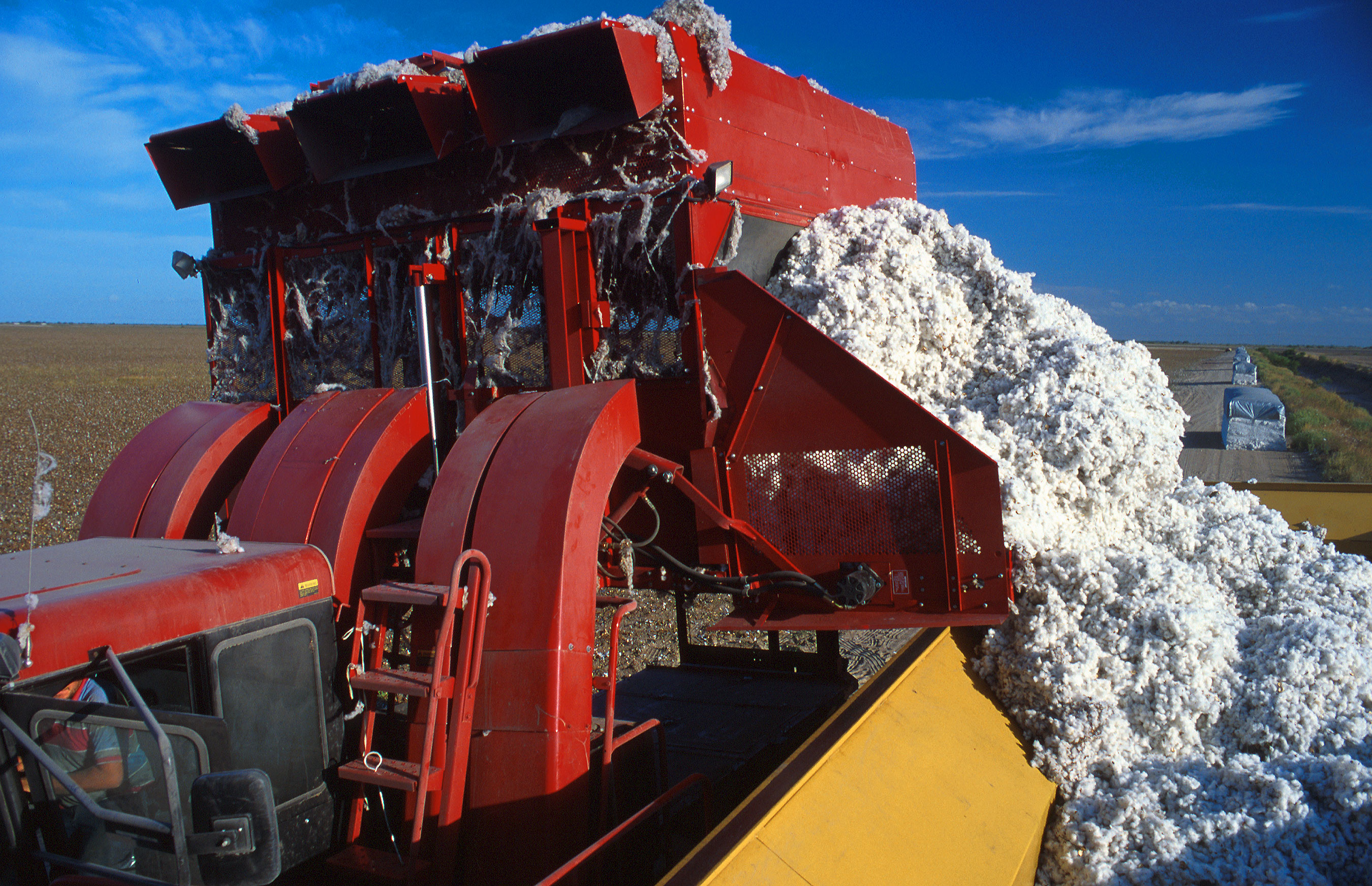
Récolte et mise en balles du coton, Texas, 2004

Souvent la récolte imposait plusieurs opérations échelonnées dans le temps : ainsi pour les céréales, autrefois on coupait le blé, puis on le liait en gerbes, qui étaient ensuite entassées en meules pour compléter le séchage. Ces meules étaient ensuite rassemblées au point de battage. Au cours du XXe siècle, la mécanisation s'est considérablement développée dans les pays industrialisés, faisant naître des engins toujours plus sophistiqués. Ce sont de plus en plus des machines automotrices combinant plusieurs opérations en un seul passage, au détriment cependant de l'emploi agricole qui n'a cessé de décroître depuis la révolution industrielle.

## Machinisme agricole
Parmi les machines de récolte, la plus emblématique est sans doute la moissonneuse-batteuse, conçue d'abord pour les céréales à paille (blé, orge, seigle, avoine) et dont l'emploi s'est étendu à de nombreuses cultures : maïs, grâce à la mise au point de becs cueilleurs, oléagineux (colza, tournesol), protéagineux (pois, féveroles), etc. On peut citer également la machine à vendanger et, plus récentes, la récolteuse automotrice de betteraves ou de pommes de terre, la récolteuse-hacheuse-chargeuse pour le fourrage ou le maïs-ensilage, etc.
Toutes les récoltes ne sont pas toujours facilement mécanisables, notamment lorsque la maturité des produits est trop échelonnée dans le temps et qu'il est nécessaire de passer plusieurs fois, ou que les produits sont trop fragiles. C'est notamment le cas pour certains fruits comme les pommes. Néanmoins des robots sont en cours de mise au point[Quand ?] pour se substituer à l'homme[réf. souhaitée]. Parfois, des dispositions réglementaires s'opposent à la mécanisation : ainsi certaines AOC interdisent la vendange mécanique.

## Facteur météo
Le moment de la récolte est une décision cruciale, il faut tenir compte des conditions météorologiques avec la maturité des cultures.
Les conditions météorologiques telles que la pluie, le gel ou exceptionnellement des périodes chaudes ou froides peuvent affecter le rendement et la qualité de la récolte. Il est possible d'avancer la date de la récolte pour éviter les conditions rudes, mais le résultat sera de moins bonne qualité.

## Impacts écologiques des opérations de récolte
La récolte peut détériorer le sol si elle est réalisée en condition d'humidité défavorable et, suivant la saison, affecter diversement le microcosme écologique artificiel créé avec la culture.
Les engins agricoles lourds peuvent être source de compaction du sol, facteur de dégradation de la productivité pour les cultures suivantes.
Ils peuvent aussi être une source de mortalités et dérangement pour certaines espèces qui nichent dans les champs ou se trouvent dans les prés au moment de la fauche, la zone exploitée pouvant alors jouer un rôle de piège écologique en attirant de nombreuses espèces. Inversement, les résidus de récolte (grains de graminées) peuvent alimenter quelques espèces après la récolte.
Dans le cas de récolte de végétaux encore en croissance, on observe aussi un changement de microclimat, dû à un effondrement brutal de l'humidité à la suite de la brutale suppression ou diminution de l'évapotranspiration) et la disparition de l'ombre protectrice pour le sol qui se trouve exposé à la déshydratation et aux UV solaire si les chaumes sont également récoltés. Ce nouveau microclimat est défavorable à de nombreuses espèces.

## Intérêt agronomique des résidus de récolte
Les pailles, fanes, racines et autres résidus de récoltes ont été par le passé utilisés diversement (couvertures en chaumes, alimentation des petits élevages, litière), mais ils peuvent aussi rester sur place et contribuer, s'ils sont bien gérés et bien intégré dans l'assolement, à augmenter la fertilité du sol (notamment s'il s'agit de résidus de légumineuses), améliorer le taux d'humus  et protéger le sol de l'érosion.

## Types de récoltes
- Cueillette : récolte de fruits et de certains légumes.
- Fenaison : récolte de foin.
- Moisson : récolte de céréales ou d'oléagineux.
- Roulaison : récolte de la canne à sucre.
- Vendange : récolte de raisin destiné à la vinification.

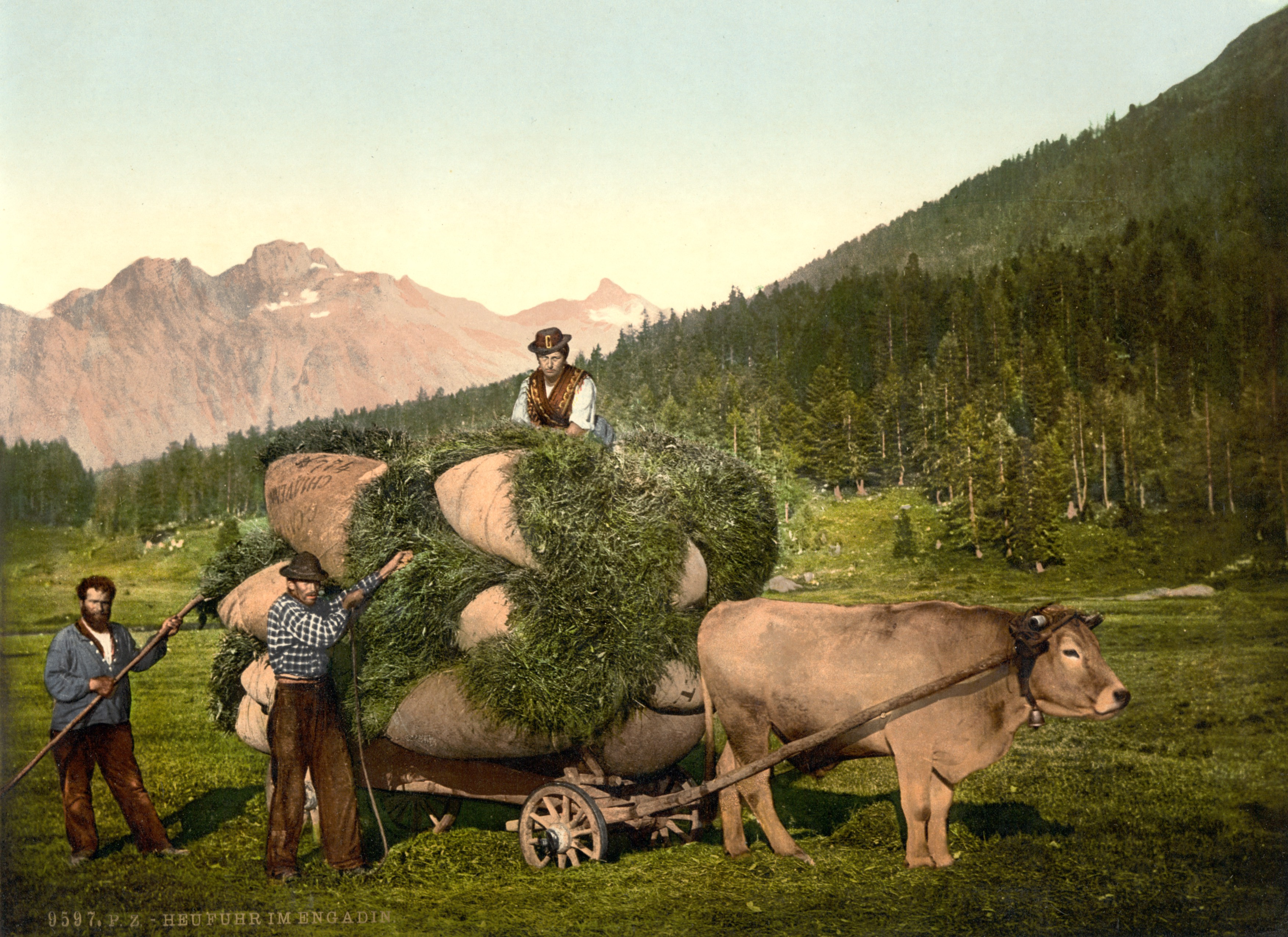
Vers 1900 dans la vallée suisse d'Engadine.
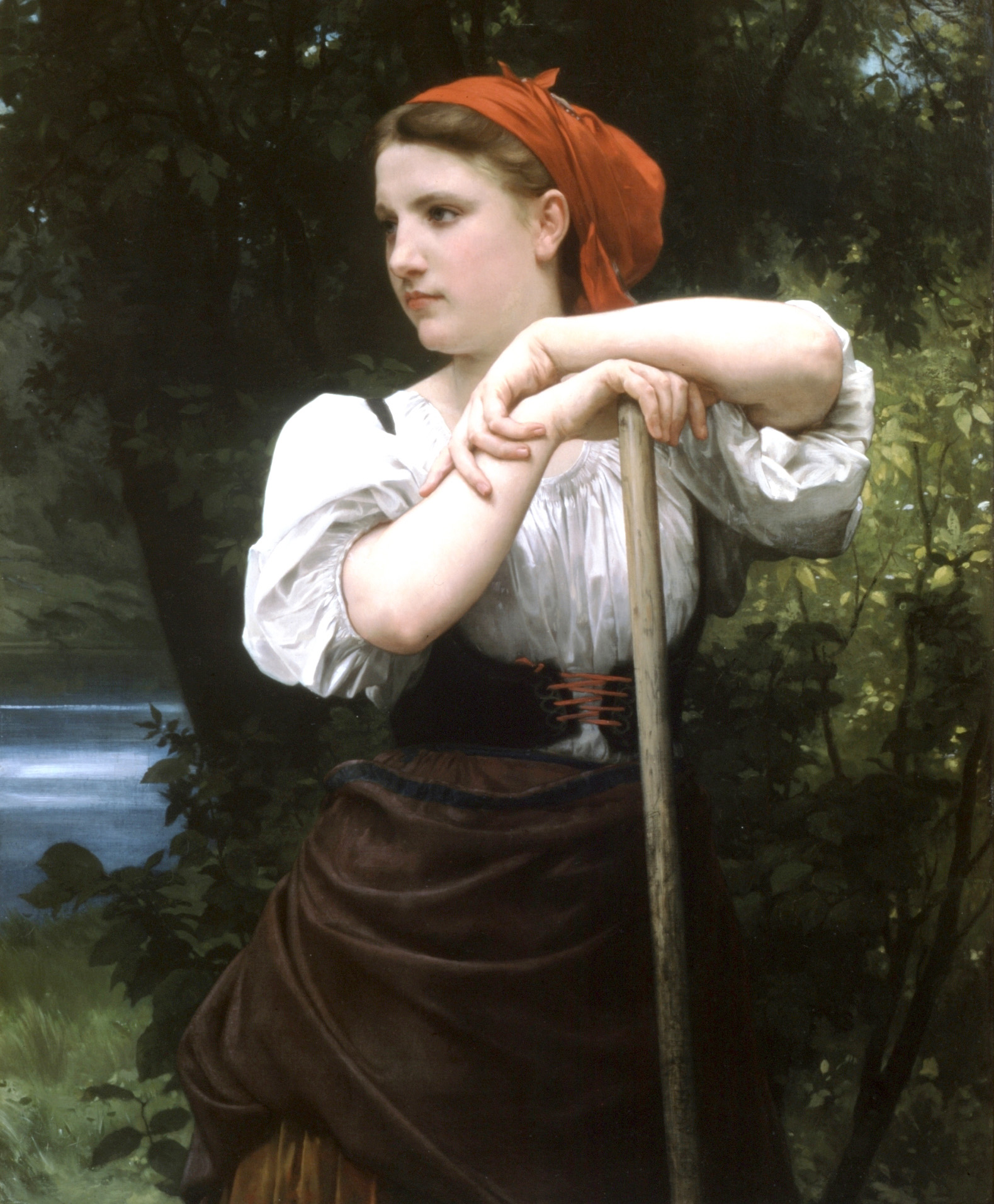
"récolte du foin" - les saisonniers s'activent au rythme des saisons(œuvre de William Bouguereau - XIXe siècle).
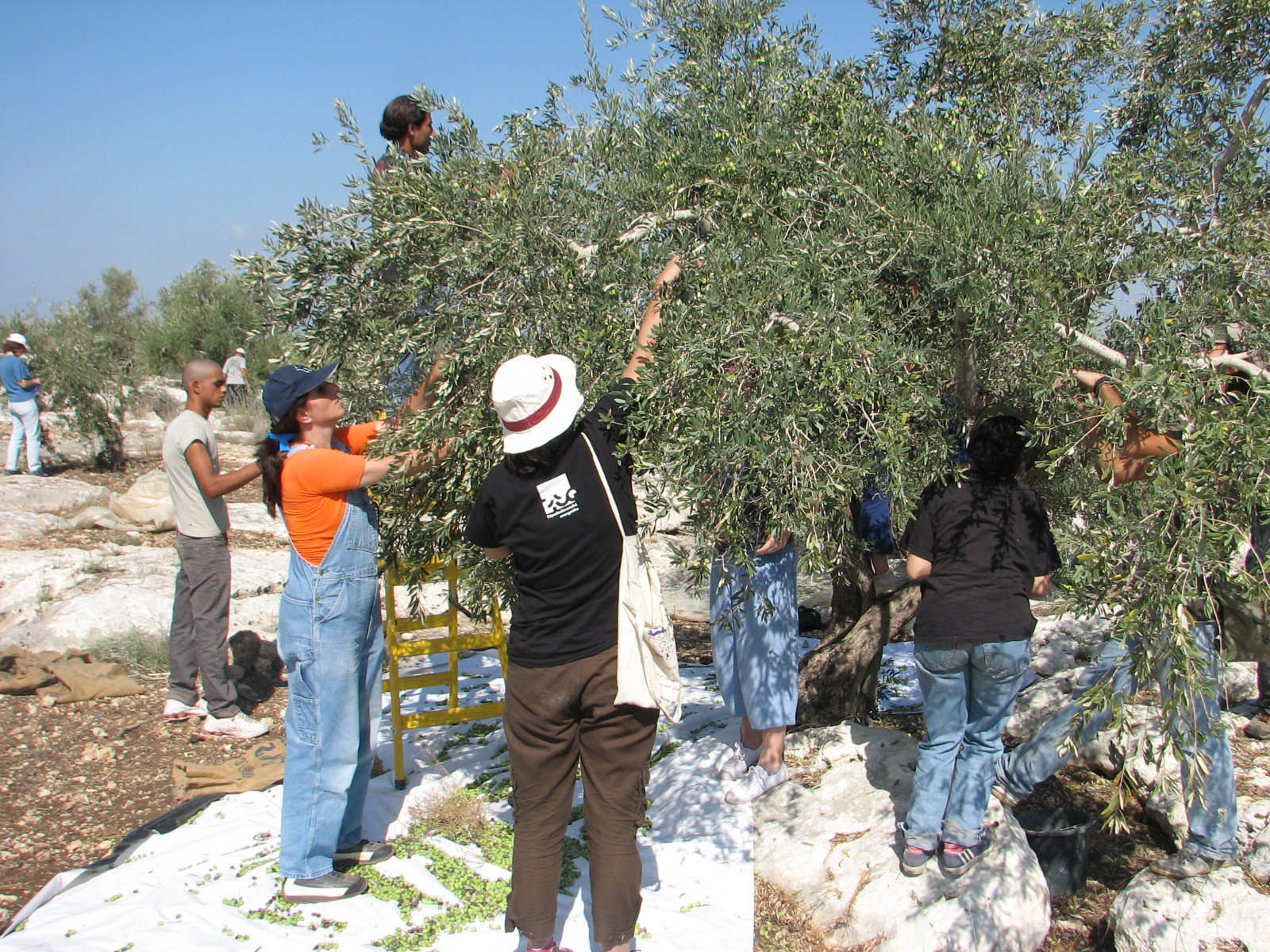
Récolte d'olives en Cisjordanie, 2008.